# Sigvatr Þórðarson
Sigvatr Þórðarson (Thordharson, 995-1045) también Sighvatr skáld Þórðarson, apodado Sigvat el Escaldo, fue un escaldo de Islandia, poeta en la corte de varios reyes como Olaf II el Santo, Canuto el Grande, Magnus I de Noruega y Anund Jacobo, de cuyos reinados se desprende que fue un artista muy activo a principios del siglo XI.
Sigvatr era el más conocido escaldo del rey Olaf y le sirvió como stallari (mariscal del rey). La mayoría de sus poemas son textos de exaltación y alabanza al rey Olaf II y muchos poemas de la saga de San Olaf en Heimskringla son de Sigvatr. Víkingarvísur es el poema más antiguo y extenso de su obra que se le atribuye. El poema relata las batallas de las expediciones vikingas del rey Olaf hasta el año 1015, cuando regresa a Noruega para reclamar el trono.
Nesjavísur es el segundo poema más antiguo de Sigvatr, en el que el escaldo describe la batalla de Nesjar entre Olaf y Sveinn Hákonarson, a las afueras de Brunlanes en 1016, acontecimiento clave para el ascenso al trono de Noruega.
Heimskringla recoge un capítulo en el año 1028 durante la celebración de Yule en Oppland, cuando Sigvatr recitó un poema que agradó a Olaf II de tal manera que le regaló una espada decorada con incrustaciones de oro.
Se han conservado unos 160 versos de la poesía de Sigvatr, más que cualquier otro poeta contemporáneo. El estilo de Sigvat es mucho más sencillo y más claro que los que generalmente caracterizan anteriormente este tipo de composiciones. Pese a que su verso es denso, no usa frecuentemente la perífrasis en comparación con otros predecesores, y como cristiano, evita alusiones a la mitología nórdica.

## Obra
1. Víkingarvísur, Compuesto hacia 1014-15. sobre las primeras obras de Olaf II de Noruega.
2. Nesjavísur, sobre la batalla de Nesjar.
3. Austrfararvísur, sobre un viaje a Suecia
4. Drápa um Óláf Konung, sobre el rey Olaf II
5. Vestrfararvísur ("Versos del viaje a occidente"), sobre un viaje a Inglaterra
6. Kvæði um Erling Skjalgsson, sobre el rey rugio, Erling Skjalgsson
7. Flokkr um Erling Skjalgsson, sobre el rey rugio, Erling Skjalgsson
8. Tryggvaflokkr
9. Kvæði um Ástríði Dróttningu. Poema sobre la reina Ástríðr.
10. Knútsdrápa, en memoria del rey Canuto el Grande
11. Bersöglisvísur, una reprimenda al rey Magnus
12. Erfidrápa Óláfs helga, en memoria del rey Olaf II
13. Lausavísur ("El lausavísur").
14. Brot, fragmentos.